# Richard Laabs
Richard Martin Johannes Laabs (* 12. Mai 1895 in Voigtshagen, Kreis Naugard; † 12. März 1979 in Hannover) war ein lutherischer Theologe und Hochschullehrer.

## Leben
Laabs besuchte das Gymnasium in Treptow an der Rega und begann 1914 ein Studium der Theologie in Breslau. Dieses musste er aufgrund des Kriegsdienstes im Ersten Weltkrieg unterbrechen, nahm es aber gleich nach dem Kriege wieder auf. Außer in Breslau studierte er in Rostock, Tübingen und Erlangen. Er wurde Mitglied der Wingolfsverbindungen in Breslau, Rostock und Erlangen.
Nach seinem 1. theologischen Examen unterrichtete er ab 1921 als Repetent der theologischen Fakultät in Rostock Griechisch und Hebräisch. 1924 wurde er ordiniert und wurde Hilfsprediger der altlutherischen Kirche in Berlin. Im gleichen Jahr wurde er bei Paul Althaus in Rostock mit seiner Arbeit „Die Lehre von der Sünde bei den altlutherischen Dogmatikern und Albrecht Ritschl“ promoviert. 1925 wurde er Pfarrer der Gemeinde Luzine (Landkreis Trebnitz). Ab Wintersemester 1932 unterrichtete Laabs zusätzlich am Seminar der altlutherischen Kirche in Breslau, dessen Direktorenposten er 1937 übernahm. 1945 wurde Laabs Pfarrer der altlutherischen Gemeinde in Arnstadt. 1948 ging er als Dozent für Altes Testament und Dogmatik (mit Schwerpunkt Bekenntniskunde) an die Lutherische Theologische Hochschule in Oberursel.
Am 30. September 1925 heiratete Laabs Helene Sellschopp, eine Tochter des Theologen und Pädagogen Adolf Sellschopp. Helene Laabs und die beiden Söhne Hans-Joachim und Bernhard kam am Ende des Zweiten Weltkriegs in Waren ums Leben. Nur seine Tochter Liselotte († 2019) überlebte.